# Geodia paupera
Espèce
Geodia paupera est une espèce d'éponges de la famille des Geodiidae.

## Taxonomie
L'espèce est décrite par James Scott Bowerbank en 1873,.

### Publication originale
- (en) J. S. Bowerbank, « Contributions to a General History of the Spongiadae. Part V », Proceedings of the Zoological Society of London, Londres, vol. 1873,‎ 1873, p. 319-333.

## Distribution
Geodia media est présente dans les eaux des îles Galápagos.